# Nougier
Nougier is een historisch merk van motorfietsen.
Dat de gebroeders Nougier in 1946 al bekend waren door hun motorconstructies, duidt misschien op een relatie met het merk Lafour & Nougier. 
In elk geval brachten ze in dat jaar een 250 cc DOHC eencilinder wegracer uit, die al snel werd opgeboord tot 350 cc. Deze had de bijnaam Tournevis (schroevendraaier), afgeleid van de vorm van de koningsas en het carterdeel was deze in bevestigd was. Het geheel leek een beetje op de “cricketbat” van Norton. 
In de volgende jaren produceerden ze verschillende racemotoren, waaronder zelfs een 500 cc viercilinder in 1953. Hoewel deze tot 1958 steeds verbeterd werd, ontbrak het de broers aan de financiën om er echt een succes van te maken. Ze bleven ten slotte ook nog steeds met 175- en 250 cc-modellen actief.

## Spot- en bijnamen
Nougier 250 cc racer 1946: Tournevis (schroevendraaier) (de rechterkant van het blok, koningsas en carter, leek op een schroevendraaier).